# Susanne Melior
Susanne Melior (ur. 1 września 1958 w Havelbergu) – niemiecka polityk i działaczka samorządowa, posłanka do landtagu Brandenburgii, deputowana do Parlamentu Europejskiego VIII kadencji.

## Życiorys
Ukończyła biologię na Uniwersytecie im. Ernsta Moritza Arndta w Greifswaldzie. Do 1986 pracowała w szpitalu w Bad Frankenhausen. Następnie przez osiem lat zajmowała się dziećmi. W 1994 powróciła do aktywności zawodowej, pełniąc funkcję asystentki posłów Socjaldemokratycznej Partii Niemiec w brandenburskim parlamencie. W 1999 objęła stanowisko urzędnika ds. równouprawnienia w Poczdamie.
Z SPD związana od 1989, kiedy to brała udział w zakładaniu tej partii w Brandenburgii. W 1990 objęła obowiązki przewodniczącej partii w gminie Michendorf. Była również przewodniczącą socjaldemokratów w powiecie Potsdam-Mittelmark. W 1998 wybrana na radną powiatu. W 2004 i w 2009 uzyskiwała mandat deputowanej do regionalnego parlamentu.
W wyborach europejskich w 2014 z ramienia socjaldemokratów została wybrana do Europarlamentu VIII kadencji.